# Ralph Johnson (informatico)
Ralph Johnson (7 novembre 1955) è un informatico statunitense nonché professore associato e ricercatore al dipartimento di informatica dell'Università dell'Illinois - Urbana-Champaign.
È noto per essere coautore del libro Design Patterns: Elementi per il riuso di software ad oggetti della più famosa Gang of Four.